# SN 2008ay
SN 2008ay – supernowa typu IIb odkryta 5 marca 2008 roku w galaktyce UGC 8050. W momencie odkrycia miała maksymalną jasność 19,50m.